# Julija Fomenko
Julija Nikolaevna Čiženko-Fomenko (in russo Юлия Николаевна Чиженко-Фоменко?; 30 agosto 1979) è un'ex mezzofondista russa.

## Palmarès
| Anno | Manifestazione  | Sede     | Evento       | Risultato | Prestazione | Note |
| ---- | --------------- | -------- | ------------ | --------- | ----------- | ---- |
| 2003 | Universiadi     | Taegu    | 1500 m piani | 4ª        | 4'12"79     |      |
| 2005 | Europei indoor  | Madrid   | 1500 m piani | Batteria  | 4'16"25     |      |
| 2005 | Mondiali        | Helsinki | 1500 m piani | Finale    | dq          |      |
| 2006 | Mondiali indoor | Mosca    | 1500 m piani | Oro       | 4'04"70     |      |
| 2006 | Europei         | Göteborg | 1500 m piani | Argento   | 3'57"61     |      |
| 2007 | Mondiali        | Osaka    | 1500 m piani | dq        | dq          |      |
| 2008 | Mondiali indoor | Valencia | 1500 m piani | dq        | dq          |      |

## Altre competizioni internazionali
2005
- Coppa Europa di atletica leggera ( Firenze)

2006
- Coppa Europa di atletica leggera ( Malaga)